# 赫尔莫波利斯
赫尔莫波利斯（羅馬化：Hermoúpolis，直译：「赫尔墨斯之城」，羅馬化：ḫmnw，直译：「八」，/χaˈmaːnaw/ ，其埃及学发音为“Khemenu”，羅馬化：al-Ashmunayn），一座位于上埃及和下埃及交界处的重要城市。其名字源自当地所崇拜的八位神祇。

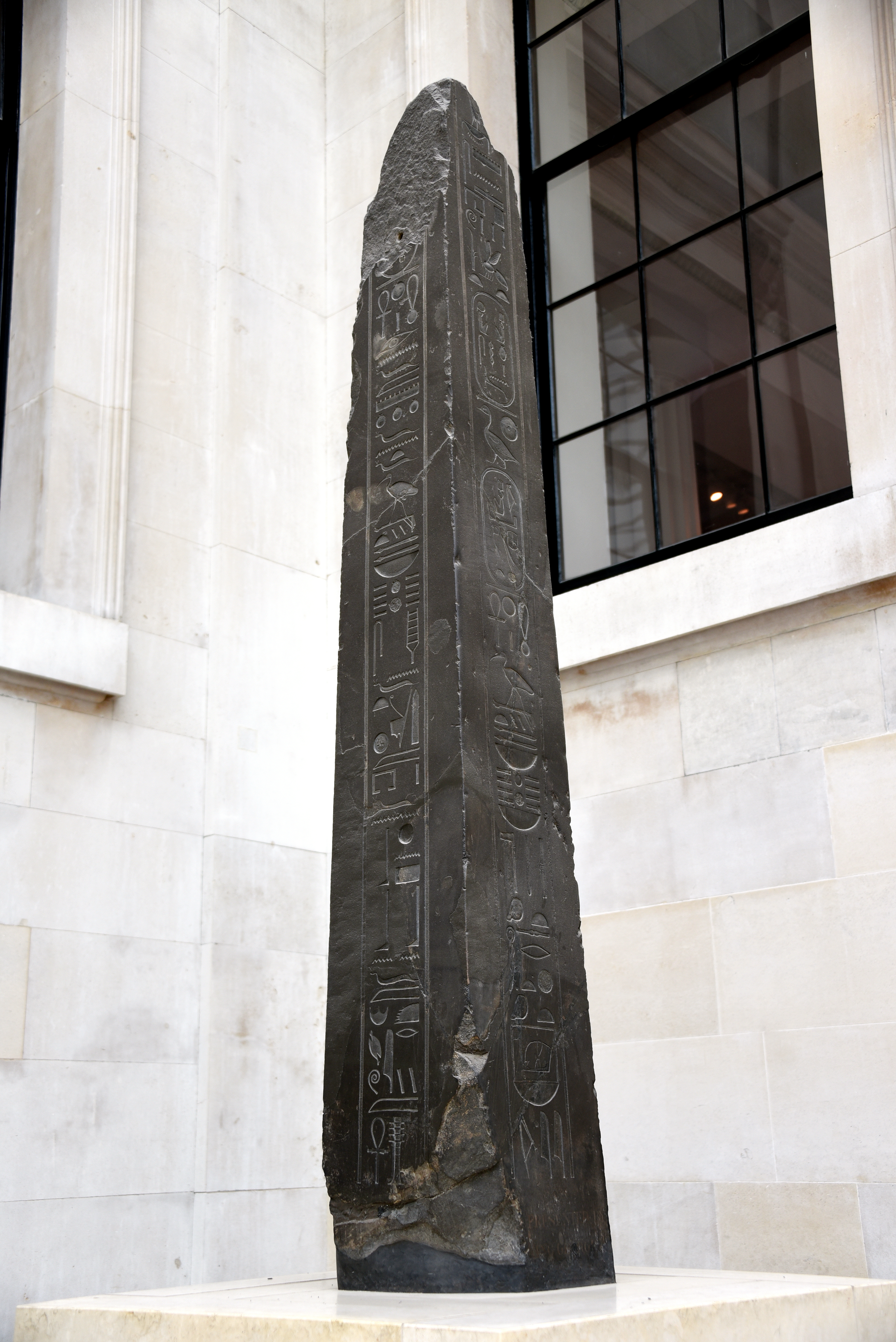
法老内克塔内布二世（于公元前 358 年至公元前 340 年在位）的黑色粉砂岩方尖碑。铭文显示，他将这座方尖碑立于赫尔莫波利斯的托特三神神殿入口。目前该藏品陈列于大英博物馆。

赫尔莫波利斯自古王国时期起就是省会，后来发展成为罗马埃及行省的主要城市，并从公元三世纪开始成为早期基督教的中心。阿拉伯征服埃及后，该教区被废弃，该教区一度被废弃，但随后恢复为受压迫的天主教和科普特正教的领衔教区。
其遗址位于埃及明亚省迈莱维的城镇 el-Ashmunein，这个名称源自科普特语。

## 名称
| Z1 · Z1 · Z1 · Z1 · Z1 · Z1 · Z1 · Z1 | nw | w | niwt · t · Z1 |

| Z1 · Z1 · Z1 · Z1 · Z1 · Z1 · Z1 · Z1 | nw | w | niwt · t · Z1 |

“卡穆”（Khemenu）是该城市的古埃及语名称，意为“八镇”，源自八位当地崇拜的神祇。这个名字以科普特語：，羅馬化：Shmun 保留下来，并成为现代阿拉伯语名称（al-Ashmunayn）的来源。
由于这座城市是托特的主要崇拜中心，希腊人将赫尔墨斯与托特等同，在通用希腊语中，这座城市被称为“赫尔墨斯之城”。托特是法老的医药与智慧之神，也是抄写员的守护神，而托特与腓尼基神祇埃什蒙有着同样的联系，神庙的碑文也因此称这位神为“埃什蒙之主”。

## 历史

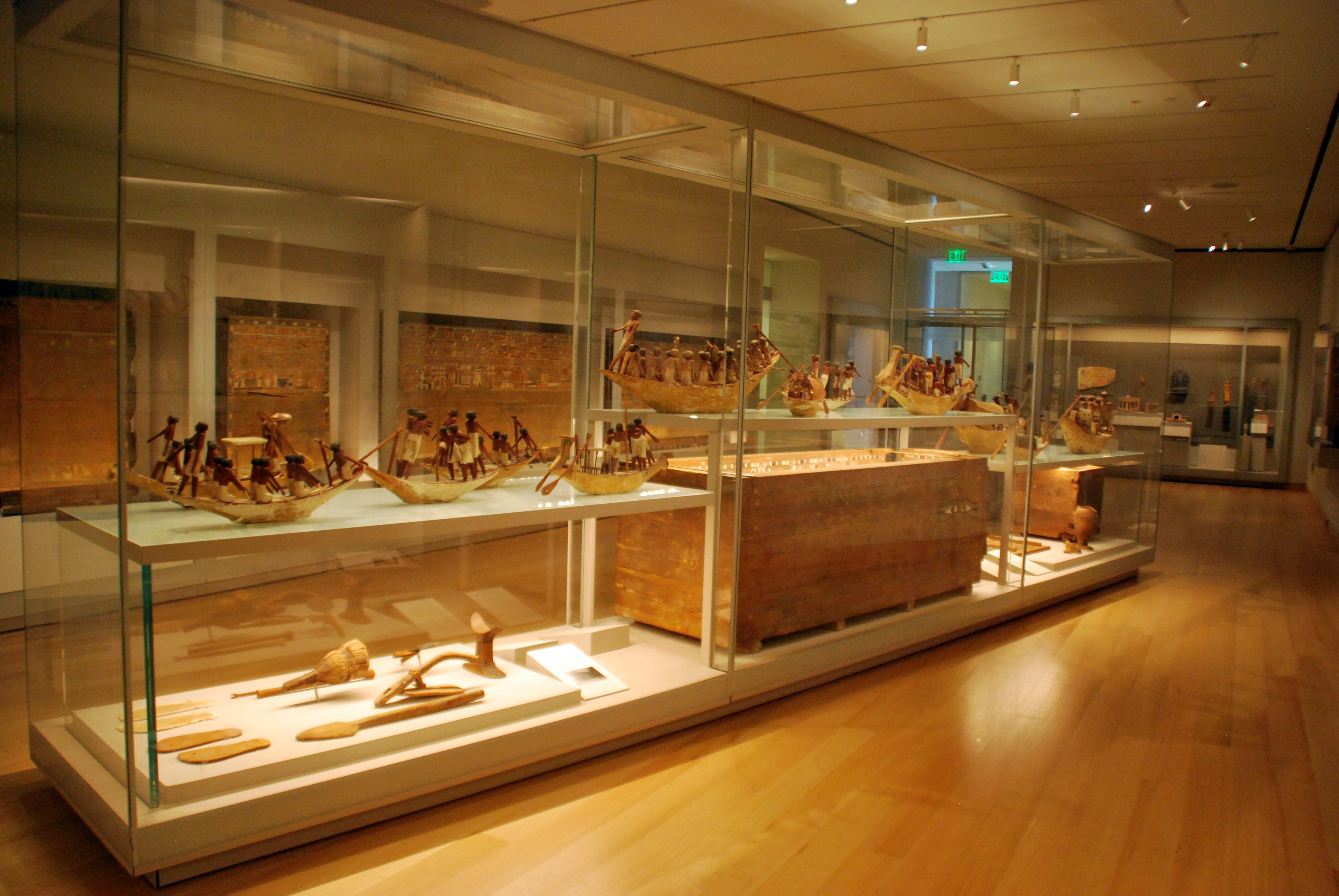
中王国时期诺姆长 (埃及)墓中出土的文物

赫尔莫波利斯位于上下埃及的交界处，是上埃及第十五个诺姆，赫普塔诺米斯的首府。历史上底比斯和上埃及其他地区的北部边界比现代延伸得更远。赫尔莫波利斯是一处豪华的度假胜地，仅次于底比斯。城市稍南的地方是赫尔莫波利斯堡（ ， 阿拉伯语中称这里为“尤素夫水道”），来自底比斯的船只需在此缴纳通行费。赫尔莫波利斯人的公共墓地位于尼罗河对岸安蒂诺厄波利斯附近的贝尼哈桑石窟，河流虽然将城市与墓地隔开，但由于西边的山丘，从水路运送死者比陆路更为简便。
在设立埃及管区后，赫尔莫波利斯成为底比斯省的一座重要城市。

## 教会史
传统基督教认为这里是神圣家族流亡埃及期间的避难所。
大赫尔莫波利斯（Hermopolis Maior）是安蒂诺埃大主教区省会的一个附属教区，受亚历山大牧首管辖。该教区在伊斯兰统治下逐渐消失。
历任赫尔莫波利斯主教如下：
- 科农（约250年）
- 法西勒斯（325年）
- 迪奥斯（约 350 年）
- 普卢西亚努斯（4世纪）
- 安德烈亚斯（431）
- 根纳狄乌斯（约 444 年 - 449 年之后）
- 维克托（约 448/463）
- 乌尔皮亚努斯（6世纪）
- 约翰一世（6世纪）
- 约翰二世（6-7世纪）
- 伊西多罗斯（7 世纪）
- 尤金尼厄斯（？）
- 保卢斯（？）

这座城市曾作为罗马天主教的一个名义教区存在，并且可能仍属于科普特正教。到了18世纪，该教区在名义上恢复了其地位，并被称为领衔教区大赫尔莫波利斯（拉丁语为 Hermopolis Maior；1925-1929 年更名为 Hermopolis Magna）或赫尔莫波利斯大区（意大利语为 Ermopoli Maggiore）。1849年，大赫尔莫波利斯的辖地重新分配给科普特礼天主教明亚教区，标志着赫尔莫波利斯教区的恢复。
1949 年，名义上的主教职位被废除，主教级别的历任任职者如下：
- 路易吉·安东尼奥·瓦尔迪纳·克雷莫纳 （Luigi Antonio Valdina Cremona）（(1729.03.23 – 1758.10.24）（意大利）没有实际的行政区记录
- 多米尼克·约瑟夫·基耶乌切夫斯基 （Dominik Józef Kiełczewski）（1760.07.21 –  1776.02.28）担任天主教海乌姆教区（英语：Roman Catholic Diocese of Chełm）辅理主教（1760.07.21 – 1775.07.14）并荣休
- 当选主教？贝尔纳多·玛丽亚·塞里奥（1802.08.09 – ？）担任巴勒莫总教区辅理主教（1802.08.09 - ？）
- 丹尼斯-安托万-吕克·德·弗拉基西诺（法国）（1822.04.19 – 逝世 1841.12.12）没有实际记录
- 安东尼·梅尔基奥尔·菲亚科夫斯基 (1842.01.27 – 1856.09.18) 担任华沙总教区（波兰华沙）宗座管理员（英语：Apostolic administration）(1844 – 1856.09.18），后来继任华沙大主教（1856.09.18 – 1861.10.05）
- 阿戈斯蒂诺·弗朗哥（1858.06.15 - 1877 年)）担任意大利-阿尔巴尼亚西里西亚教区地方主教（英语：Search Ordinary (church officer)）（1858.06.15 - 1859）和意大利-阿尔巴尼亚伦格罗教区主教（1858.06.15 - 1860）
- 查尔斯·博纳文图尔·弗朗索瓦·特雷 (Charles-Bonaventure-François Theuret) (1878.07.15 – 1887.03.15) 担任圣尼古拉和伯努瓦(摩纳哥)苏比亚科本笃会（英语：Subiaco Cassinese Congregation）修道院 nullius 的宗座管理员（英语：Apostolic administration）(1878.07.15 – 1887.03.15)；后来晋升为摩纳哥第一任主教（1887.03.15 – 1901.11.11）
- 扬·伊格纳西·科里特科夫斯基神父（1888.04.27 – 1888.05.14）担任格涅兹诺总教区辅理主教（1888.04.27 – 1888.05.14）
- 拉斐尔·瓦伦扎 (1889.05.24 - 1897.12.22) 担任基耶蒂大主教区辅理主教 (1889.05.24 - 1897.12.22)
- 罗伯特·布林德尔（英语：Robert Brindle）（1899.01.29 – 1901.12.06）担任威斯敏斯特大主教区（英国英格兰）辅理主教（1899.01.29 – 1901.12.06）；后任诺丁汉主教（英格兰）主教（1901.12.06 – 1915.06.01），塔卡佩主教荣休 (1915.06.01 – 1916.06.27)
- 胡安·包蒂斯塔·本洛赫·维沃 (1901.12.16 – 1906.12.06) 担任索尔索纳宗座管理员（英语：Apostolic administration）（1901.12.16 – 1906.12.06）；后来的乌格尔主教（西班牙）（1906.12.06 – 1919.01.07），布尔戈斯大主教（西班牙）（1919.01.07 – 1926.02.14），在阿拉科利（Ara Coeli ）任命圣玛丽亚枢机主教（1921.06.16） – 1926.02.14)
- 约翰·杰里迈亚·劳勒 (1910.02.08 – 1916.01.29) 为圣保罗大主教区(美国) 辅理主教 (1910.02.08 – 1916.01.29）；后任莱德主教（1916.01.29 – 1930.08.01）、拉皮德主教城市（美国）（1930.08.01 – 1948.03.11）
- 乔治奥·格洛绍尔（1917.07.07 – 逝世 1926.06.09）为布拉格总教区辅理主教（1917.07.07 – 1926.06.09）
- 爱德华多·何塞·赫伯霍尔德，小兄弟会（OFM）（1928.01.07 – 1931.01.30）担任圣塔伦领地副主教（巴西）（1928.01.07 – 1931.01.30）；后来的伊列乌斯主教（巴西）（1931.01.30 – 逝世1939.07.24）
- Francesco Fulgenzio Lazzati，小兄弟会（OFM）（出生于意大利）（1931.07.14 – 1932.05.24）担任摩加迪沙宗座代牧（1931.07.14 – 1932.05.24）。

## 遗迹
在古埃及晚期及罗马时代，赫普塔诺米斯频繁遭受战火洗礼，相比之下，赫尔莫波利斯较为幸运，未遭受重大破坏。然而，进入穆斯林统治时期后，赫尔莫波利斯的古建筑遭到了严重破坏。穆斯林统治者将这些建筑焚烧制成石灰，还将其拆运作为建材使用。一份公元3世纪的奥克西林库斯纸莎草书，至今仍保存完好，其中记载了赫尔莫波利斯在当时存在高达七层的建筑物。曼彻斯特约翰·赖兰兹图书馆珍藏有许多与赫尔莫波利斯（乌什蒙）相关的阿拉伯纸莎草文献，这些文献的年代可追溯到伊斯兰历 2 世纪到 4 世纪。

### 神庙
赫尔莫波利斯神庙的门廊雕塑中，托特及其象征——朱鹭和犬头猴形象尤为突出。他在铭文中被称为“埃什蒙之主”。这座神庙源自法老时代，但托勒密时期的建筑更加壮观，其设计与建造均保留了传统的埃及风格。作为神庙唯一的遗迹，门廊由两排各六根柱子构成。拱廊由五块石头搭建而成，每块石头都巧妙地穿过两座柱子的中心，这是埃及建筑师常用的技法。中间柱子间距较宽，其上方的石头长达25英尺6英寸。柱子被涂上了黄、红、蓝三色，交替排列，别具一格。这种设计在古尔诺神庙中也有所体现。（Dénon, L'Egypte, plate 41.）
这些柱子并非由大块水平石块堆砌而成，而是由形状各异的石块拼接而成。建筑设计得非常巧妙，难以发现石块之间的连接线。柱子底座模仿莲花下部叶片，其上装饰着多个同心圆环，尤如木桶的箍圈；在这些圆环之上，柱子看起来像一束束芦苇，通过水平纽带固定在一起。包括柱头在内，每根柱子高约 40 英尺；最大周长约为 281⁄2英尺，距地面约5英尺，柱子的厚度向底部和柱头方向逐渐减小。柱间最宽处为 17 英尺；其他柱子之间相距 13 英尺。

### 科普特教堂
神庙建筑群外部是一座巴西利卡式的科普特教堂的遗迹，于5世纪建造在神庙早期建筑之上。这座教堂可以说是科普特建筑中的杰作。教堂的总长为55米，具有柱廊式半厅，末端连接着外廊和侧廊。中殿设有后殿，宽14.7米，过道宽5.6米。1942年，穆哈拉姆·卡迈勒（Moharam Kamal）首次发现了教堂的遗迹， 随后一支来自亚历山大大学的探险队对遗迹进行了清理工作。1987年至1990年，一支由华沙大学波兰地中海考古中心、国家文化遗产保护工作室和埃及文物部共同组成的波兰——埃及探险队对教堂进行了详细记录。 

### 博物馆
目前这里有一个小型露天博物馆，其中矗立着两尊巨大的托特狒狒崇拜太阳的雕像，还有几块刻有雕纹的石砖。

## 名人
- 赫尔莫波利斯的大卫[18]
- 塞维鲁·伊本·穆卡法